# Metropolia Harare
Metropolia Harare – jedna z 2 metropolii kościoła rzymskokatolickiego w Zimbabwe. Została ustanowiona 1 stycznia 1955 jako metropolia Salisbury, 25 czerwca 1982 zmieniono nazwę na obecną.
Metropolici Harare są jednocześnie prymasami Zimbabwe.

## Diecezje
- Archidiecezja Harare
  - Diecezja Chinhoyi
  - Diecezja Gokwe
  - Diecezja Mutare

## Metropolici
- Aston Sebastian Joseph Chichester (1955-1956)
- Francis William Markall (1956-1976)
- Patrick Chakaipa (1976-2003)
- Robert Ndlovu (od 2004)